# Listă de actori - C
|  | Listă de actori \| \| Listă de actori - C \| Liste alfabetice de actori și actrițe \| Listă de actrițe A - B - C - D - E - F - G - H - I - J - K - L - M - N - O - P - Q - R - S - T - U - V - W - X - Y - Z |

## Actori - C
| - Mihai Coada - James Caan (1940-2022) - Sid Caesar (1922 - 2014) - Nicolas Cage (* 1964) - James Cagney (1899 - 1986) - Michael Caine (* 1933) - Joseph Campanella (* 1933) - Bruce Campbell (* 1958) - John Candy (* 1950 - 1994) - Rory Calhoun (1922 - 1999) - Toma Caragiu (1925 - 1977) - Memmo Carotenuto (1908 - 1980) - Jim Carrey (* 1962) - Mathieu Carrière (* 1950) - Art Carney (1918 - 2003) - David Carradine (1940 - 2009) - John Carradine (1906 - 1988) - Leo G. Carrol (1886 - 1972) - Jack Carson (1910 - 1963) - John Cassavetes (1929 - 1989) - Jean-Pierre Cassel (* 1932) - David Cassidy (1950-2017) - Jack Cassidy (1927 - 1976) - Dan Castellaneta (* 1958) - John Cazale (1935 - 1978) - Adriano Celentano (* 1938) - Adolfo Celi (1922 - 1986) - Gino Cervi (1901 - 1974) | - George Chakiris (* 1934) - Richard Chamberlain (* 1935) - Jeff Chandler (1918 - 1961) - Jackie Chan (* 1954) - Lon Chaney (1883 - 1930) - Lon Chaney, Jr. (1906 - 1973) - Charlie Chaplin (1889 - 1977) - Don Cheadle (* 1964) - Maurice Chevalier (1888 - 1972) - Tommy Chong (* 1938) - Liviu Ciulei (1923 - 2011) - Hans Clarin (1929 - 2005) - Fred Clark (1914 - 1968) - John Cleese (* 1939) - Montgomery Clift (1920 - 1966) - Lee van Cleef (1925 - 1989) - George Clooney (* 1961) - Lee J. Cobb (1911 - 1976) - Charles Coburn (1877 - 1961) - James Coburn (1928 - 2002) - Dabney Coleman (* 1932) - Robbie Coltrane (* 1950) - Coluche (1944 - 1986) - Harry Connick, Jr. (* 1967) - Sean Connery (* 1930) - Kenneth Connor (1918 - 1993) - Chuck Connors (1921 - 1992) - Robert Conrad (* 1935) - Eddie Constantine (1917 - 1993) - Michel Constantin (1924 - 2003) | - Tom Conti (* 1941) - Gary Cooper (1901 - 1961) - Wendell Corey (1914 - 1968) - Bud Cort (* 1948) - Bill Cosby (* 1937) - Hans Cossy (1911 - 1972) - Kevin Costner (* 1955) - Octavian Cotescu (1931 - 1985) - Joseph Cotten (1905 - 1994) - George Coulouris (1903 - 1989) - Tom Courtenay (* 1937) - Peter Coyote (* 1942) - Broderick Crawfort (1911 - 1986) - Richard Crenna (1927 - 2003) - Bing Crosby (1903 - 1977) - Russell Crowe (* 1964) - Billy Crudup (* 1968) - Tom Cruise (* 1962) - Billy Crystal (* 1948) - Robert Culp (* 1930 - 2010) - Robert Cummings (1908 - 1990) - Tim Curry (* 1946) - Ken Curtis (1916 - 1991) - Tony Curtis (1925 - 2010) - Cyril Cusack (1910 - 1993) - John Cusack (* 1966) - Peter Cushing (1913 - 1994) |

## Actrițe
|  | Listă de actrițe \| \| Listă de actori \| Liste alfabetice de actori și actrițe \| Listă de actrițe A - B - C - D - E - F - G - H - I - J - K - L - M - N - O - P - Q - R - S - T - U - V - W - X - Y - Z |